# Meringopus palmipes
Meringopus palmipes là một loài tò vò trong họ Ichneumonidae.